# Ivica Jelić
Ivica Jelić (ur. 28 września 1917, zm. 17 kwietnia 1989 w Zagrzebiu) – jugosłowiański gimnastyk, uczestnik Igrzysk Olimpijskich w 1948 w Londynie i Igrzysk Olimpijskich w 1952 w Helsinkach. Na igrzyskach olimpijskich w Londynie zajął 76. miejsce w wieloboju gimnastycznym. Najlepszym wynikiem w pojedynczej konkurencji była 40. lokata w skoku. Na igrzyskach olimpijskich w Helsinkach zajął 142. miejsce w wieloboju gimnastycznym. Najlepszym wynikiem w pojedynczej konkurencji była 120. lokata w skoku.
Jego brat Drago również był gimnastykiem, olimpijczykiem z 1948.